# III División de Ejército (Perú)
La III División de Ejército es una división del Ejército del Perú con sede en Arequipa, departamento de Arequipa.

## Historia
La unidad fue creada el 15 de diciembre de 1961 y activada en la misma fecha un año después, con el nombre de III Región Militar. Entre 2002 y 2013 fue conocido como Región Militar del Sur.

## Heráldica
El escudo de la unidad presenta simbología republicana e incaica similar a la de otras unidades, así como el Misti, situado en las afueras de Arequipa.

## Organización
La III División de Ejército está formada por las siguientes unidades:
- Compañía Comando N.º 113
- Compañía Policía Militar N.º 113
- Compañía de Ingeniería Anfibia N.º 113
- Compañía Especial de Comandos N.º 113
- Batallón de Infantería Motorizada N.º 13
- Batallón de Infantería Blindada N.º 57

3.ª Brigada Blindada (Moquegua - Moquegua)
- Compañía Comando N.º 3
- Compañía Policía Militar N.º 3
- Compañía de Comunicaciones N.º 3
- Compañía Especial de Comandos N.º 3
- Batallón de Servicios N.º 3
- Batallón de Tanques N.º 211
- Batallón de Tanques N.º 221
- Batallón de Infantería Blindada N.º 41
- Batallón de Infantería Blindada N.º 57
- Batallón de Ingeniería de Combate Blindado N.º 3
- Grupo de Artillería de Campaña N.º 3

6.ª Brigada Blindada (Locumba - Tacna)
- Compañía Comando N.º 6
- Compañía Policía Militar N.º 6
- Compañía de Comunicaciones N.º 6
- Batallón de Servicios N.º 6
- Batallón de Tanques N.º 212
- Batallón de Tanques N.º 213
- Batallón de Infantería Blindada N.º 45
- Batallón de Ingeniería de Combate Blindado N.º 6
- Regimiento de Caballería Blindada N.º 17
- Grupo de Artillería Antiaérea N.º 501

3.ª Brigada de Caballería (Tacna - Tacna)
- Escuadrón Comando N.º 20
- Escuadrón Policía Militar N.º 20
- Escuadrón de Comunicaciones N.º 20
- Escuadrón de Caballería de Montaña N.º 113
- Compañía de Inteligencia N.º 113
- Regimiento de Servicios N.º 20
- Regimiento de Caballería Blindada N.º 3
- Regimiento de Caballería Blindada N.º 101
- Regimiento de Caballería Blindada N.º 113
- Regimiento de Caballería Blindada N.º 211
- Grupo de Artillería de Campaña N.º 20
- Grupo de Artillería de Campaña N.º 113
- Batallón de Ingeniería de Combate Blindado N.º 20

4.ª Brigada de Montaña (Puno - Puno)
- Compañía Comando N.º 4
- Compañía Policía Militar N.º 4
- Compañía de Comunicaciones N.º 4
- Batallón de Servicios N.º 4
- Batallón de Infantería N.º 21
- Batallón de Infantería N.º 33
- Batallón de Infantería N.º 55
- Batallón de Infantería N.º 59
- Batallón de Ingeniería de Combate Motorizado N.º 4
- Regimiento de Caballería Blindada N.º 111
- Regimiento de Caballería Blindada N.º 123
- Grupo de Artillería de Campaña N.º 4

5.ª Brigada de Montaña (Cusco - Cusco)
- Compañía Comando N.º 114
- Compañía Policía Militar N.º 114
- Compañía de Comunicaciones N.º 114
- Compañía Especial de Comandos N.º 5
- Batallón de Servicios N.º 9
- Batallón de Infantería N.º 9
- Batallón de Infantería N.º 30
- Batallón de Infantería N.º 35
- Regimiento de Caballería Blindada N.º 9
- Batallón de Ingeniería de Construcción N°4
- Batallón de Ingeniería de Combate N°241

6.ª Brigada de Fuerzas Especiales (Puerto Maldonado - Madre de Dios)
- Batallón Comando y Servicios N° 6
- Batallón de Comandos N° 613
- Batallón de Comandos N° 623
- Escuadrón de Fuerzas Especiales N° 6
- Batallón de Fuerzas Especiales N° 613
- Batallón de Fuerzas Especiales N° 623

3ra Brigada de Comunicaciones - Agrupamiento "José Olaya" (Tiabaya - Arequipa)
- Compañía Comando N.º 13
- Compañía de Comunicaciones N.º 8
- Compañía de Guerra Electrónica N.º 113
- Batallón de Comunicaciones N.º 113
- Batallón de Comunicaciones N.º 501

3.ª Brigada de Artillería - Agrupamiento "Coronel Francisco Bolognesi" (Cerro Colorado - Arequipa)
- Batería de Comando y Observación N.º 113
- Grupo de Artillería de Campaña N.º 113
- Grupo de Artillería de Campaña N.º 122
- Grupo de Artillería de Campaña N.º 123
- Grupo de Artillería de Campaña N.º 501

3.ª Brigada de Servicios (Arequipa)
- Compañía de Ingeniería de Servicios N° 113
- Compañía de Sanidad y Veterinaria N.º 113
- Batallón de Material de Guerra N° 113
- Batallón de Intendencia N° 113
- Batallón de Transporte N° 113

Agrupamiento Antitanque "Cazadores" N° 3 (Ite- Tacna)
- Compañía Comando y Servicios N.º 3
- Compañía de Instrucción y Apoyo Técnico N.º 3
- Compañía Antitanque N.º 630
- Compañía Antitanque N.º 632
- Compañía Antitanque N.º 633
- Compañía Antitanque N.º 634
- Compañía Antitanque N.º 636
- Compañía Antitanque N.º 638
- Compañía Antitanque N.º 640
- Compañía Antitanque N.º 642
- Compañía Antitanque N.º 644
- Compañía Antitanque N.º 646

Agrupamiento de Artillería Antiaérea "Coronel José Gálvez" (Ilo - Moquegua)
- Batería de Comando y Comunicaciones N.º 4
- Batería de Servicios N.º 4
- Grupo Técnico de Cohetes N.º 4
- Grupo de Cohetes de Artillería Antiaérea N.º 2
- Grupo de Cohetes de Artillería Antiaérea N.º 4